# Ilse Strambowski
Ilse Strambowski (* 10. Januar 1931 in Hamm; † 27. April 2025 in Köln) war eine deutsche Theater- und Filmschauspielerin.

## Leben
Ilse Strambowski lebte nach 1949 in der DDR. Nach Besuch der Staatlichen Schauspielschule Ernst Busch Berlin (1949 bis 1953, Dipom) gehörte sie von 1955 bis 1959 zum Ensemble des Staatstheater Cottbus. Hier spielte sie unter anderem das Fräulein Malizewska in der gleichnamigen Tragikomödie von Gabriela Zapolska. Eine Aufführung für das DDR-Fernsehen aus dem Jahr 1958 hat sich offenbar erhalten. Von 1959 bis 1961 spielte sie in Gera. Kurz vor dem Bau der Berliner Mauer siedelte sie nach Westdeutschland um, wo sie von 1961 bis 1965 Ensemble-Mitglied am Staatstheater Braunschweig wurde. Bis 1992 spielte sie in diversen Theatern in Deutschland, u. a. in Aachen, und Österreich. 
Seit 1993 war sie nach eigenen Angaben nur noch für Film und Fernsehen tätig. Zuvor hatte sie nur vereinzelt vor der Kamera gestanden. Bekannt wurde sie unter anderem durch die Rolle der Renate Mosch in der Krankenhausserie Stadtklinik, die sie von 1993 bis 1998 spielte. Strambowski wurde für viele bekannte Fernsehserien gebucht und spielte auch mehrfach in Kinofilmen, sie arbeitete noch mit über 90 Jahren als Schauspielerin. Zuletzt lebte sie in Köln.

## Filmografie (Auswahl)

### Fernsehen
- 1968: Immer nur Mordgeschichten
- 1975: Die Stadt im Tal
- 1993–1998: Stadtklinik (52 Folgen)
- 1993: Einsatz für Lohbeck
- 1993: Verrückt nach Dir
- 1993: Brandheiss
- 1993: Die Wache
- 1994: Gefährliche Spiele
- 1996: Felix, ein Freund fürs Leben
- 1997: Tatort – Manila
- 1997: China Dream
- 1997: Nikola
- 1998: Herzlos
- 1999: Rosamunde Pilcher: Blüte des Lebens
- 2000: Wolffs Revier
- 2001: Großstadtrevier
- 2001: Ritas Welt: Auf die Knie, Frau Kruse!
- 2001: Bernds Hexe
- 2002: Das Amt: Schatten der Vergangenheit
- 2002: Liebe und Verlangen
- 2002: SOKO Köln: Tödlicher Talk
- 2002: Herzschlag: Die Retter
- 2002: Der Elefant – Mord verjährt nie (Fernsehserie, 1 Folge)
- 2002: Verrückt ist auch normal
- 2003: SK Kölsch: Von Bullen und Butlern
- 2003: Geschichten aus der Nachkriegszeit
- 2004: SK Kölsch: Geld stinkt nicht
- 2004: Ohne Worte: Staatsempfang
- 2005: SOKO Köln: Santa Mortale
- 2006: 2030 – Aufstand der Alten
- 2006: Nicht ohne meine Schwiegereltern
- 2006: SOKO Leipzig: Preis der Wahrheit
- 2007: In aller Freundschaft: Gemeinsam stark
- 2007: Mord mit Aussicht: Tödliche Nachbarschaft
- 2007: Zeit zu leben
- 2007–2008: Die Anrheiner
- 2008: Lutter: Blutsbande
- 2008: Woche für Woche
- 2009: Tod in Istanbul – Jeder hat seinen Preis
- 2010: Bloch: Der Heiland
- 2011: Mittlere Reife
- 2011: Tatort – Hinkebein
- 2011: Heiter bis tödlich: Henker & Richter
- 2011: Lösegeld
- 2011–2012: Ein Fall für die Anrheiner
- 2012: Tatort – Schwindelfrei
- 2012: Das Kindermädchen (2012)
- 2012: Sekretärinnen – Überleben von neun bis fünf (Pilotfilm)
- 2013: Pastewka: Die Zeremonie
- 2013: Koslowski & Haferkamp
- 2013: Marie Brand und die Engel des Todes
- 2013: SOKO Leipzig: Letzte Weihe
- 2013: Herzensbrecher – Vater von vier Söhnen
- 2014: Die Himmelsleiter
- 2014: Unter Gaunern: Der große Liebe
- 2014: Danni Lowinski: Sie ist wieder da!
- 2014: Altersglühen – Speed Dating für Senioren
- 2015: Notruf Hafenkante: Der Kuss der Spinne
- 2015: Die Himmelsleiter
- 2017: SOKO Wismar: Die Freuden des Alters
- 2017: Götter in Weiß
- 2018: Böhmermanns perfekte Weihnachten
- 2019: Der Lehrer: Ok, in der Tonlage klingt das schon irgendwie dramatisch…
- 2020: Heldt: Beste Wohnlage
- 2024: Marie Brand und die lange Nase

### Film
- 1998: Hör Dein Leben
- 1998: Morgengrauen
- 1999: LiebesLuder
- 2001: Das weisse Rauschen
- 2004: Goodbye
- 2004: Hein Fach
- 2010: Huhn mit Pflaumen
- 2010: Du bist nicht allein (Regie: Anne Maschlanka, Kurzfilm: ifs Köln)
- 2012: Der letzte Mensch
- 2013: Die Vampirschwestern
- 2023: Eher fliegen hier UFOs